# Peter Kaiser (Maler)
Peter Kaiser (* 14. Februar 1939 in Dresden) ist ein deutscher Maler, Grafiker und Zeichner
.

## Leben und Werk
Kaiser absolvierte ab 1953 in Oelsnitz eine Lehre als Steinmetz und arbeitete bis 1957 in seinem Beruf. U. a. mit A. R. Penck nahm er in dieser Zeit in Dresden an der Volkshochschule am Mal- und Zeichenunterricht von Jürgen Böttcher teil. Von 1958 bis zum freiwilligen Abbruch 1961 studierte er an der Hochschule für bildende Künste Dresden. Danach arbeitete er, gefördert von Hans Jüchser und Theodor Rosenhauer, freischaffend in Dresden. Ab Mitte der 1960er Jahre nahm er an Ausstellungen teil.
Kaiser war von 1967 bis 1990 Mitglied des Verbands Bildender Künstler der DDR und dann des Künstlerbunds Dresden. Er lebt in Dresden und war seit dem Studium mit Horst Leifer befreundet.

## Museen und öffentliche Sammlungen mit Werken Kaisers (unvollständig)
- Altenburg/Thüringen: Lindenau-Museum
- Dresden: Kupferstichkabinett[2]
- Dresden: Sächsischer Kunstfonds[2]

## Ausstellungen (unvollständig)

### Einzelausstellungen
- 1982: Dresden, Galerie Mitte
- 1999/2000: Dresden, Galerie Hieronymus (Zeichnungen)

### Teilnahme an zentralen und wichtigen regionalen Ausstellungen in der DDR
- 1975: Schwerin, Staatliches Museum („Farbige Grafik in der DDR“)
- 1977/1978 und 1987/1988: Dresden, VIII. und X. Kunstausstellung der DDR
- 1979: Dresden, Bezirkskunstausstellung